# Микабен
Майкл Бенджамин известный как Микабен (фр. Michael Benjamin, Mikaben, 27 июня 1981[…], Порт-о-Пренс, Гаити — 15 октября 2022, XII округ Парижа) — гаитянский певец, автор песен, гитарист и продюсер.

## Биография

### Детство
Микабен родился в 1981 году в Порт-о-Пренсе. Сын певца Лайонела Бенджамина, вырос под влиянием музыки.

### Начало
Карьера Микабена началась в конце 1990-х, когда он выиграл первый приз на конкурсе вокалистов, организованном Telemax по случаю Рождества. Он стал солистом группы Krezi Mizik в 2005 году.

### Художественная карьера
В 2016 году Микабен, в сопровождении директора гаитянского бюро авторских прав Эммели Профет, художника Дж. Перри и его адвоката Ме Жоржа Энди Рене, подписал лицензионный и дистрибьюторский контракт с международной музыкальной компанией Warner Music France на издание сингла Ti pam nan, а также на дистрибуцию четырёх полных альбомов.

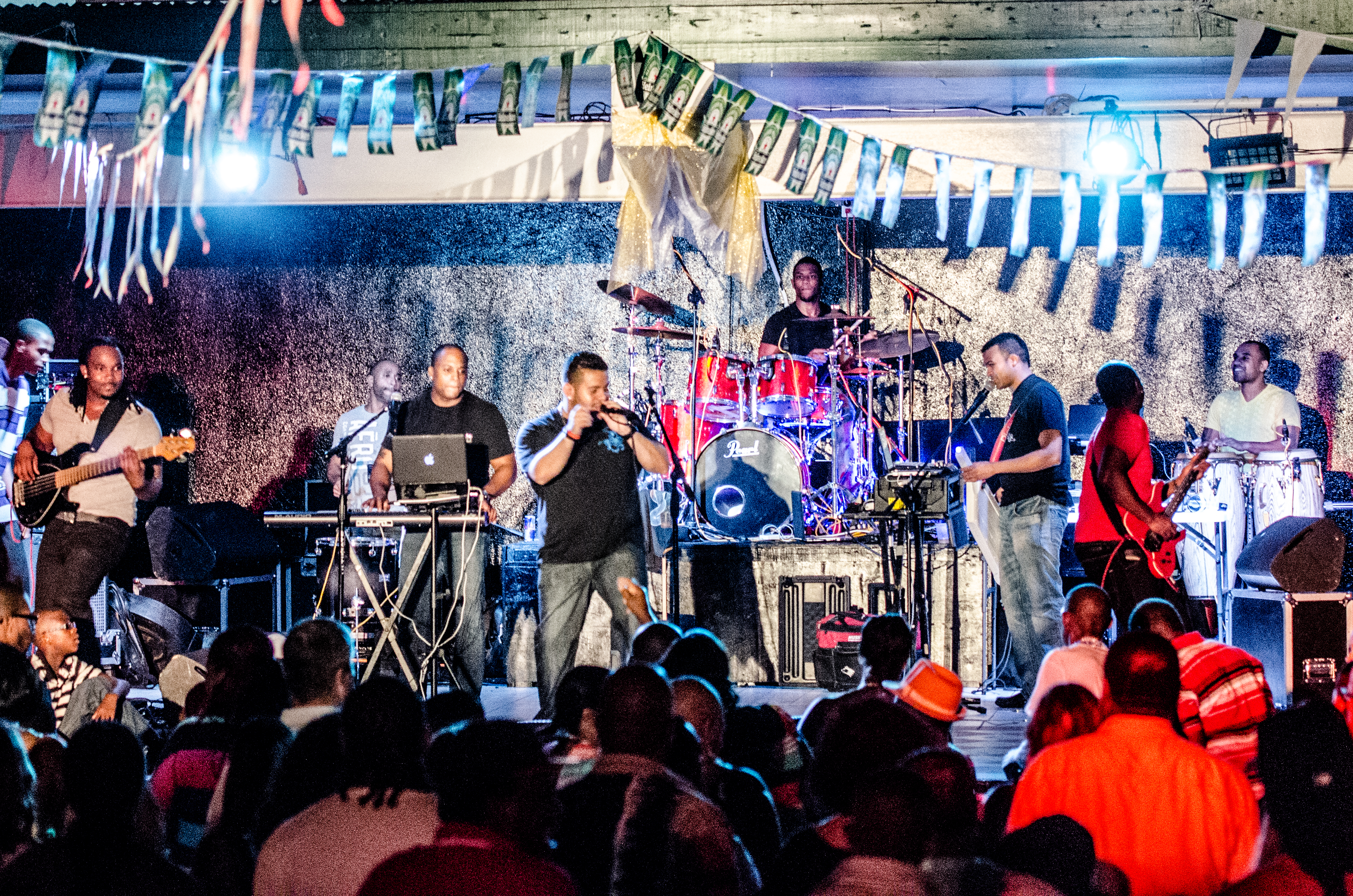
Группа Карими в 2013 году

В мае 2018 года он выпустил свой четвёртый сольный альбом MKBN с участием таких звёзд, как Elephant Man и Kevin Little. В июне того же года в окружении нескольких гаитянских и зарубежных артистов, таких как Принцесса Юд, Кевин, Бело, Ричард Каве и Дж. Перри, дал концерт в отеле «Эль-Ранчо» по случаю своего дня рождения для презентации своего четвёртого альбома . Выступал на фестивале Nuits d’Afrique и фестивале регги. Играл на нескольких инструментах: фортепиано, гитара, бас и барабаны.

### Смерть
Приглашённый гаитянской группой Carimi отпраздновать воссоединение участников после их распада в 2016 году, Микабен умер в Париже 15 октября 2022 года на Аккорхотелс Арена . Во время своего выступления ' он перенёс остановку сердца на сцене и вскоре скончался, несмотря на массаж сердца, выполненный спасателями.

## Частная жизнь
В августе 2022 года, через два года после свадьбы, артист в сопровождении своей жены Ванессы объявил, что пара готовится к рождению второго ребёнка в декабре.

## Дискография

### Альбомы
- Ноябрь 2006, Ayiti San Manti, дебютный альбом Krezi.

### Соло
- 2000 : Vwayaj
- 2004 : Mika
- 2021 : Mwen pare[13]
- 2021 : Fè lapli